# Anis Ayari
Anis Ayari (* 16. Februar 1982 in Lazhar) ist ein ehemaliger tunesischer Fußballspieler. Er war Verteidiger und spielte zumeist auf der linken Seite. Ayari spielte ebenfalls bei den Olympischen Sommerspielen 2004 für sein Land, wo Tunesien in der ersten Runde der Group C, hinter den Goldgewinner Argentinien und Australien den dritten Platz belegten und somit ausschieden.
Außerdem stand Anis Ayari im Kader von Trainer Roger Lemerre und vertrat sein Land bei der Fußball-Weltmeisterschaft 2006 in Deutschland.
| Personendaten    | Personendaten              |
| ---------------- | -------------------------- |
| NAME             | Ayari, Anis                |
| KURZBESCHREIBUNG | tunesischer Fußballspieler |
| GEBURTSDATUM     | 16. Februar 1982           |